# Giải Grammy cho album Latin rock, urban hoặc alternative xuất sắc nhất
Giải Grammy dành cho album Latin Rock xuất sắc nhất hay còn được trao tặng cho trình diễn nhạc Latin Rock xuất sắc nhất.Đề mục này được bắt đầu vào năm 1998 đến nay 
Maná và Jaguares là những nghệ sĩ giành được nhiều đề cử nhất từ trước đến giờ đặc biệt Maná là nghệ sĩ đã thắng được nhiều giải nhất với 4 giải 

## 2000s
Dưới đây là danh sách nghệ sĩ thắng giải và những nghệ sĩ được đề cử.

## Thập niên 2000
- 2009
  - 45 - Jaguares
    - Sonidos Gold - Grupo Fantasma
    - Tijuana Sound Machine - Nortec Collective
    - La Verdad by Locos Por Juana - Molotov (ca sĩ)
    - Mediocre - Ximena Sariñana
- 2008
  - No Hay Espacio - Adelantando
    - Amantes Sunt Amentes - Panda
    - Kamikaze (album của Los Rabanes) - Los Rabanes
    - Memo Rex Commander y el Corazón Atómico de la Vía Láctea - Zoé
    - Adelantando - Jarabe de Palo
- 2007
  - Amar es Combatir - Maná
    - The Underdog/El Subestimado - Tego Calderón
    - Calle 13 - Calle 13
    - Super Pop Venezuela - Los Amigos Invisibles
    - Lo Demás es Plástico - Black Guayaba
- 2006
  - Fijación Oral Vol. 1 - Shakira
    - Consejo - La Secta AllStar
    - Con Todo Respeto - Molotov
    - El Kilo - Orishas
    - Desahogo - Vico C
- 2005
  - Street Signs - Ozomatli *
    - Komp 104.9 Radio Compa - Akwid
    - Lipstick - Alejandra Guzmán
    - Mi Sangre - Juanes
    - Sí - Julieta Venegas
- 2004
  - Cuatro Caminos - Café Tacvba
    - Proyecto Akwid - Akwid
    - Siempre es Hoy - Gustavo Cerati
    - Dance and Dense Denso - Molotov
    - President Alien - Yerba Buena
- 2003
  - Revolución de Amor - Maná *
    - Un Día Normal - Juanes
    - Kinky - Kinky
    - Emigrante - Orishas
    - Un Paso a la Eternidad - Sindicato Argentino del Hip Hop
- 2002
  - Embrace the Chaos - Ozomatli
    - Gozo Poderoso  - Aterciopelados
    - Cuando la Sangre Galopa - Jaguares
    - Fíjate Bien - Juanes
    - Próxima Estación: Esperanza - Manu Chao
- 2001
  - Uno - La Ley 
    - La Extraordinaria Paradoja del Sonido Quijano - Café Quijano
    - No Podemos Volar - El Tri
    - Abre - Fito Páez
    - Arepa 3000 - Los Amigos Invisibles
- 2000
  - Resurrection - Chris Pérez Band
    - Revés/Yo Soy - Café Tacvba
    - Néctar - Enanitos Verdes
    - La Marcha del Golazo Solitario - Los Fabulosos Cadillacs
    - Bajo el Azul de Tu Misterio - Jaguares

## Thập niên 1990
- 1999
  - Sueños Líquidos - Maná
    - Caribe Atómico -Aterciopelados
    - Fin de Siglo -El Tri
    - ¿Dónde Están los Ladrones? -Shakira 
    - Tracción Acústica -Enanitos Verdes
- 1998
  - Fabulosos Calavera - Los Fabulosos Cadillacs
    - La Pipa de la Paz - Aterciopelados
    - Avalancha de Éxitos - Café Tacvba
    - Cuando Tú No Estás - El Tri
    - ¿Dónde Jugarán las Niñas? - Molotov